# Llaneros de Guárico
Llaneros de Guárico es un equipo profesional de baloncesto venezolano con sede en San Juan de los Morros, estado Guárico. Compiten en la Conferencia Occidental de la Superliga Profesional de Baloncesto (SPB) y disputan sus partidos como locales en el Domo Olímpico de San Juan de los Morros.

## Historia
Fue fundado el 26 de julio de 2018 y pasó a tomar el lugar de Gaiteros del Zulia en la LPB a partir del año 2019. La primera incursión en el baloncesto profesional de la organización «llanera» fue en 2019 durante la edición de la LPB del año citado. Una vez creada la Superliga, Llaneros ha sido constante en sus participaciones desde 2020, primera edición, pasando por la Superliga 2021 y la Copa Superliga 2021.

## Pabellón
El Domo Olímpico de San Juan de los Morros fue construido en 2007 para los Juegos Olímpicos Llanos disputados ese año. El domo es una propiedad pública administrada por el gobierno del estado Guárico a través del Instituto Autónomo de Deporte del Estado Bolivariano de Guárico (IADEBG). Posee camerinos, oficinas administrativas, servicios básicos, sillería, entre otras comodidades.
El primer duelo oficial de baloncesto que se jugó en el recinto fue el 21 de mayo de 2019 cuando Toros de Aragua derrotó a Llaneros de Guárico por marcador de 94-91 en un encuentro de la Copa LPB 2019.

## Jugadores

### Plantilla 2022
| Num                     | Nac.                      | Jugador       | Pos | Altura | Edad    |
| 50                      | Bandera de Estados Unidos | Marcus Thomas | E   | 1,91 m | 29 años |
| Entrenador: Iván García |                           |               |     |        |         |